# Малая Иночь
Малая И́ночь — река в Московской области России, левый приток Иночи.
Берёт начало у деревни Холмец городского округа Шаховская на шоссе Уваровка — Шаховская, впадает в Иночь в 3 км выше деревни Ягодино Можайского городского округа. На реке — одна деревня и дачный посёлок у устья.
Длина — 15 км, площадь водосборного бассейна — 109 км², по другим данным, длина — 10 км, площадь водосбора — 62 км² . Летом в верховьях река пересыхает. Равнинного типа. Питание преимущественно снеговое. Замерзает обычно в середине ноября, вскрывается в середине апреля:7—8. Единственный крупный приток Малой Иночи — река Иванщина.
Поскольку эта живописная извилистая речка протекает параллельно шоссе Уваровка — Шаховская, в 1—2 км западнее его и только в нижнем течении пролегает в лесах, то не представляет значительного интереса для туристов. Байдарочники используют Малую Иночь для выхода на Иночь из-за более удобного подъезда к этой речке.
По данным Государственного водного реестра России, относится к Окскому бассейновому округу. Речной бассейн — Ока, речной подбассейн — бассейны притоков Оки до впадения реки Мокши, водохозяйственный участок — Москва от истока до Можайского гидроузла.